# Detlef Musch
Detlef Musch (* 28. März 1970 in Fulda) ist ein ehemaliger deutscher Basketballspieler.

## Leben
Musch spielte als Torhüter Fußball bei Germania Fulda und kam erst spät in der zehnten Klasse mit Basketball in Berührung. Er wurde aufgrund seiner Größe von 2,05 m mit 16 Jahren nach seinem Realschulabschluss auf eine High School nach Long Island in die USA vermittelt. Danach ging er auf das Davidson College in North Carolina und spielte vier Jahre lang für die Basketballmannschaft der Wildcats. Er zählt dort zu den Spielern mit über 1.000 Punkten in ihrer College-Karriere und wurde in seinem Abschlussjahr zum MVP seiner Mannschaft gewählt.
Nach seiner Rückkehr aus den USA spielte er für den Deutschen Meister Bayer Leverkusen, mit dem er in den folgenden beiden Jahren jeweils den Titel holte sowie 1995 auch den Pokal. Nach insgesamt 73 Bundesliga-Einsätzen (5 Punkte/Spiel) für Leverkusen wechselte er für vier Jahre zum Aufsteiger nach Rhöndorf. 1998 stand er mit Rhöndorf noch einmal im Finale des Pokalturniers. Nach Verkauf der Rhöndorfer Bundesligalizenz an die Skyliners Frankfurt wechselte er nach Bonn. Im Jahre 2000 schließlich verließ Musch den Rhein und spielte zunächst in Reggio Calabria für Viola in der Lega Basket Serie A, bevor er bereits im Februar 2001 nach Deutschland zurückkehrte und sich Avitos Gießen anschloss. 2002 wagte er noch einmal den Schritt ins Ausland und wechselte nach Frankreich zum damaligen Zweitligisten in Orléans. Im Jahr darauf wurde er vom Trierer Trainer Joe Whelton zum Weitermachen in der Basketball-Bundesliga überredet und spielte noch mal vier Jahre bei TBB Trier bis zu seinem endgültigen Karriereende 2007. Nach seiner Basketballlaufbahn wurde Musch beruflich als Krankenpfleger tätig, mit Basketball habe er abgeschlossen, sagte er 2017.

## Nationalmannschaft
Nach dem EM-Titel der deutschen Mannschaft 1993 im eigenen Lande gehörte Musch über mehrere Jahre dem erweiterten Kader der Nationalmannschaft an. An Endrunden konnte er mit der Mannschaft bei der Basketball-Weltmeisterschaft 1994 in Kanada und bei der Basketball-Europameisterschaft 1995 in Griechenland teilnehmen.